# Hideo Iwakuro
Hideo Iwakuro (岩畔 豪雄, Iwakuro Hideo) (10 octobre 1897 - 22 novembre 1970) est un général de l'armée impériale japonaise durant la Seconde Guerre mondiale. Il est connu pour son travail d'espion, de faux-monnayeur, et d'agent de liaison avec l'armée nationale indienne qui lutte contre la domination britannique de l'Inde.

## Biographie
Iwakuro est né à Kurahashi-jima dans la mer intérieure de Seto (aujourd'hui dans le district d'Aki dans la préfecture de Hiroshima). Bien qu'il grandit sur l'île voisine d'Eta-jima (où se trouve l'académie navale impériale du Japon), il n'est pas intéressé par une carrière dans la marine et est envoyé étudier dans une académie militaire à Nagoya. Il sort diplômé de la 30e promotion de l'académie de l'armée impériale japonaise en 1918 et est affecté au 16e régiment d'infanterie basé à Shibata.
En septembre 1920, le régiment d'Iwakuro est affecté dans la force expéditionnaire japonaise qui participe à l'intervention en Sibérie et Iwakuro combat contre les partisans bolcheviques. En 1921, il est transféré à l'armée japonaise de Taïwan et est basé à Taichung. Il retourne au Japon en 1926 pour étudier dans la 38e promotion de l'école militaire impériale du Japon et, peu de temps après son diplôme, devient membre de la société des fleurs de cerisier, une société secrète ultra-nationaliste. En 1932, il est transféré en Mandchourie peu de temps après l'incident de Mukden et est affecté dans l'armée japonaise du Guandong où il occupe divers postes d'État-major. Il participe activement à la création du Mandchoukouo et de son futur développement économique sous la supervision de l'armée impériale japonaise.
Iwakuro est rappelé au Japon après l'incident du 26 février de 1936 et est membre de la cour martiale qui juge les instigateurs. Il est ensuite affecté aux renseignements militaires où il supervise les écoutes téléphoniques d'ambassades étrangères, l'interception de messages et de correspondance et la production de fausse-monnaie à utiliser dans de futures opérations. En 1937, il est transféré à la nouvelle 8e section de l'État-major de l'armée impériale japonaise et est chargé de préparer l'indépendance du gouvernement national réorganisé de la République de Chine de Wang Jingwei. En 1938, il fait partie du comité qui établit l'école de Nakano, le principal centre de formation japonais aux techniques d'espionnage et de contre-espionnage.
De 1939 à 1941, Iwakuro est chef de la section des affaires de l'armée du bureau des affaires militaires où sa tâche principale est les achats militaires. Utilisant le pacte tripartite, Iwakuro demande fortement à l'Allemagne nazie de partager sa technologie militaire, en particulier en termes de blindages et d'aéronautique. Il établit également un centre de recherche pour enquêter sur les nouvelles technologies, comme les micro-ondes, et leurs possibles applications militaires.
Iwakuro, à la différence de la majorité des autres membres de l'État-major, est fermement opposé à une guerre avec l'Union soviétique (doctrine du Hokushin-ron) et est au contraire un fervent partisan de la doctrine du Nanshin-ron comme les officiers de la marine impériale japonaise. Après la désastreuse défaite japonaise à la bataille de Khalkhin Gol, Iwakuro se fait davantage entendre au sujet de la création d'une sphère de coprospérité de la grande Asie orientale et de la nécessité pour le Japon de se préparer à une guerre totale.
Iwakuro est envoyé comme attaché militaire aux États-Unis en 1941 malgré les objections du ministre des Affaires étrangères Yōsuke Matsuoka. La position de l'armée est cependant que Matsuoka est trop inexpérimenté en affaires étrangères et a besoin de formations supplémentaires. Iwakuro est un proche conseiller de l'ambassadeur du Japon Kichisaburō Nomura lors des négociations à Washington précédant le déclenchement de la guerre du Pacifique. Il est retiré de ce poste après la formation du nouveau gouvernement de Hideki Tōjō en août 1941 et est nommé commandant du 5e régiment de la garde impériale.
Au début de la guerre du Pacifique, le régiment d'Iwakuro passe sous le contrôle du groupe d'armées expéditionnaire japonais du Sud et est affecté en Malaisie et à Singapour. Dans cette ville, Iwakuro devient le chef de l'opération I Kikan et l'officier de liaison avec l'armée nationale indienne.
En 1943, Iwakuro est promu vice-chef d'État-major de la 25e armée puis de la 28e armée en Birmanie en 1944-45.
Rappelé au Japon juste avant la fin de la guerre, Iwakuro est affecté au siège administratif des munitions de l'armée en 1945 et est le chef du département d'investigation militaire au moment de la reddition du Japon.
Après la guerre, en 1965, Iwakuro devient l'un des fondateurs de l'université Sangyo (en). Il meurt en 1970 d'une attaque cardiaque.